# Copa Mundial de Rugby League de 2000
La Copa Mundial de Rugby League de 2000 fue la duodécima edición de la Copa del Mundo de Rugby League.

## Equipos
- Australia
- Escocia
- Fiyi
- Francia
- Gales
- Inglaterra
- Irlanda
- Islas Cook
- Líbano
- Maorí
- Nueva Zelanda
- Papúa Nueva Guinea
- Rusia
- Samoa
- Sudáfrica
- Tonga

## Fase de grupos
|  | Clasifican a cuartos de final |

### Grupo A
| Equipo     | Encuentros | Encuentros | Encuentros | Encuentros | Tantos  | Tantos    | Tantos     | Puntos |
| Equipo     | jugados    | ganados    | empatados  | perdidos   | a favor | en contra | diferencia | Puntos |
| ---------- | ---------- | ---------- | ---------- | ---------- | ------- | --------- | ---------- | ------ |
| Australia  | 3          | 3          | 0          | 0          | 198     | 14        | +184       | 6      |
| Inglaterra | 3          | 2          | 0          | 1          | 144     | 36        | +108       | 4      |
| Fiyi       | 3          | 1          | 0          | 2          | 56      | 144       | −88        | 2      |
| Rusia      | 3          | 0          | 0          | 3          | 20      | 224       | −204       | 0      |

Nota: Se otorgan 2 puntos al equipo que gane un partido, 1 al que empate y 0 al que pierda.

### Grupo B
| Equipo        | Encuentros | Encuentros | Encuentros | Encuentros | Tantos  | Tantos    | Tantos     | Puntos |
| Equipo        | jugados    | ganados    | empatados  | perdidos   | a favor | en contra | diferencia | Puntos |
| ------------- | ---------- | ---------- | ---------- | ---------- | ------- | --------- | ---------- | ------ |
| Nueva Zelanda | 3          | 3          | 0          | 0          | 206     | 28        | +178       | 6      |
| Gales         | 3          | 2          | 0          | 1          | 80      | 86        | −6         | 4      |
| Líbano        | 3          | 0          | 1          | 2          | 44      | 110       | −66        | 1      |
| Islas Cook    | 3          | 0          | 1          | 2          | 38      | 144       | −106       | 1      |

Nota: Se otorgan 2 puntos al equipo que gane un partido, 1 al que empate y 0 al que pierda.

### Grupo C
| Equipo             | Encuentros | Encuentros | Encuentros | Encuentros | Tantos  | Tantos    | Tantos     | Puntos |
| Equipo             | jugados    | ganados    | empatados  | perdidos   | a favor | en contra | diferencia | Puntos |
| ------------------ | ---------- | ---------- | ---------- | ---------- | ------- | --------- | ---------- | ------ |
| Papúa Nueva Guinea | 3          | 3          | 0          | 0          | 69      | 42        | 27         | 6      |
| Francia            | 3          | 2          | 0          | 1          | 104     | 37        | 67         | 4      |
| Tonga              | 3          | 1          | 0          | 2          | 96      | 76        | 20         | 2      |
| Sudáfrica          | 3          | 0          | 0          | 3          | 24      | 138       | −114       | 0      |

Nota: Se otorgan 2 puntos al equipo que gane un partido, 1 al que empate y 0 al que pierda.

### Grupo D
| Equipo  | Encuentros | Encuentros | Encuentros | Encuentros | Tantos  | Tantos    | Tantos     | Puntos |
| Equipo  | jugados    | ganados    | empatados  | perdidos   | a favor | en contra | diferencia | Puntos |
| ------- | ---------- | ---------- | ---------- | ---------- | ------- | --------- | ---------- | ------ |
| Irlanda | 3          | 3          | 0          | 0          | 78      | 38        | 40         | 6      |
| Samoa   | 3          | 2          | 0          | 1          | 57      | 58        | −1         | 4      |
| Maorí   | 3          | 1          | 0          | 2          | 49      | 67        | −18        | 2      |
| Escocia | 3          | 0          | 0          | 3          | 24      | 138       | −114       | 0      |

Nota: Se otorgan 2 puntos al equipo que gane un partido, 1 al que empate y 0 al que pierda.

### Cuartos de final
| 11 de noviembre | Inglaterra | 26 - 16 | Irlanda |  |  |

| 12 de noviembre | Nueva Zelanda | 54 - 6 | Francia |  |  |

| 11 de noviembre | Australia | 66 - 10 | Samoa |  |  |

| 12 de noviembre | Papúa Nueva Guinea | 8 - 22 | Gales |  |  |

### Semifinal
| 18 de noviembre | Inglaterra | 6 - 49 | Nueva Zelanda |  |  |

| 19 de noviembre | Australia | 46 - 22 | Gales |  |  |

### Final
| 25 de noviembre | Australia | 40 - 12 | Nueva Zelanda | Old Trafford, Mánchester        |  |
|                 |           |         |               | Asistencia: 44.329 espectadores |  |

| Bandera de Australia |
| Campeón Australia    |
| Noveno título        |